# Logiciel spécifique
En informatique, un logiciel spécifique est un logiciel développé sur commande à l'attention d'un client donné, par opposition à un logiciel standard, qui est un développé sur initiative d'un éditeur, et vendu à de nombreux clients.
Le terme anglais correspondant à logiciel spécifique est "custom software", ou "bespoke software". Les Britanniques parlent de bespoke development pour désigner le développement spécifique (développement d'un logiciel spécifique).
La construction d'un logiciel spécifique est une prestation de service, qui consiste à fournir l'expertise technique et la main d'œuvre nécessaire. Les fonctionnalités, le planning de livraison, et les conditions de paiement font l'objet d'un contrat entre le prestataire et le client. Le consommateur est fortement impliqué dans le processus de construction et signe la réussite du travail.
La quasi-totalité des logiciels spécifiques sont des logiciels applicatifs. Les acheteurs de logiciels spécifiques sont des moyennes et grandes entreprises. 
La construction de logiciels spécifiques est pratiquée depuis les années 1960, et elle était initialement la seule manière d'obtenir des logiciels applicatifs. En 1998 dans l'Union européenne, 45 % de la production de logiciels concerne des logiciels spécifiques.

## Définition
Les logiciels spécifiques sont des produits créés sur commande, quand il n'existe aucun logiciel standard équivalent, dans des domaines très spécialisés. Ils peuvent également être créés dans le but de réunir des produits disparates; une pratique courante avec des suites logicielles telles que les ERP et les CRM. La construction d'un logiciel spécifique fait l'objet d'un contrat individuel entre le producteur et le client. C'est une prestation de service qui consiste à fournir l'expertise technique et la main-d’œuvre nécessaire à la fabrication,,.
La quasi-totalité des logiciels spécifiques sont des logiciels applicatifs, et il n'existe pratiquement aucun logiciel système ni jeu vidéo spécifique,. Ceci est dû au fait que la demande sur le marché du logiciel système est très favorable à la vente de masse de produits standards: Il existe une forte demande en interopérabilité et en compatibilité. Dans le domaine des logiciels applicatifs, par contre, il existe un très grande diversité de demandes, avec un certain nombre de variations. Les logiciels standards répondent souvent à un nombre limité, voire insuffisant de variations, et c'est ce créneau qui est exploité par les logiciels spécifiques.

## Fabrication
La construction d'un logiciel spécifique est une prestation de service, une production à l'unité et sur commande d'un logiciel unique. La construction fait l'objet d'un contrat individuel entre le développeur et l'acheteur. Le contrat fixe les fonctionnalités attendues du logiciel, le planning de livraison et de paiement. 
Les entreprises de service qui développent des logiciels spécifiques sont autant des multinationales que des entreprises nationales. 
Le client cible des logiciels spécifiques sont les moyennes et grandes entreprises. 
La production du logiciel se fait graduellement en plusieurs phases, ou jalons: à la fin de chaque phase le client reçoit une version du logiciel. Chaque phase se termine par une étape de test d'acceptance, par laquelle le client vérifie que le logiciel fait bien ce qui est attendu. Le logiciel est alors testé dans de nombreuses conditions, avec des données réeles, éventuellement accompagnée de tests de stress destinés à faire échouer le logiciel et voir comment il récupère. 
Le planning en plusieurs phases permet de tenir compte de l'évolution des attentes du client: la conclusion d'une phase peut inspirer le client, l'amener à demander un produit plus raffiné et il est très rare que le produit final soit ce qui avait été envisagé au départ. 
Le paiement peut se faire sur base horaire - paiement régulier des heures de travail du développeur, ou au forfait - un prix fixe est négocié à la conclusion du contrat et typiquement payé en plusieurs fois. Le tarif est compris entre 50$ et 300$ de l'heure, selon le prestataire. 
Le travail nécessaire dépend de la quantité de code source, qui dépend du cahier des charges, et peut dans certains cas dépasser un an. Lors d'un paiement au forfait, l'évolution des demandes du client peut entraîner une renégociation du contrat, et une modification du prix. 
Les logiciels spécifiques sont construits avec des outils classiques de développement logiciel, et le procédé de commercialisation est très différent de celui des logiciels standards:
Le logiciel est considéré comme un projet. Il est souvent créé à partir de zéro, et donc pas immédiatement disponible. Le client est fortement impliqué dans le travail de développement, et la proximité géographique entre le client et le fournisseur compte. Le risque d'échec commercial est pris par le client. Le coût d'acquisition est élevé, du fait qu'il est entièrement payé par un seul client. 
La propriété du logiciel et les conditions de licence sont un des sujets du contrat signé entre le fournisseur et le client. Parfois le consommateur demande de devenir propriétaire du code source du logiciel, voire négocie un contrat de licence qui autorise la réutilisation du code source du logiciel par le fournisseur.
Les logiciels standards sont créés sur l'initiative de leurs auteurs, de tels logiciels sont traités comme un produit, destiné à être utilisé par de nombreux clients. Le client ne peut pas intervenir dans le processus de développement. Le coût d'acquisition est moins élevé parce qu'il est divisé par le nombre d'utilisateurs potentiels. Le produit est rapidement disponible parce qu'il est mis sur le marché après avoir été développé. Le risque d'échec commercial est pris par le producteur. Le producteur reste propriétaire du produit et accorde un droit d'utilisation au client par l'intermédiaire d'une licence d'utilisation.
|                     | initiative                | nombre de clients | cahier des charges             | délais                        | construction           | payé                |
| ------------------- | ------------------------- | ----------------- | ------------------------------ | ----------------------------- | ---------------------- | ------------------- |
| Logiciel spécifique | Demande du client         | Un seul client    | selon besoins client           | Long délai de livraison       | Le client participe    | Heures de travail   |
| Logiciel standard   | Initié par le fournisseur | Nombreux clients  | standardisé par le fournisseur | Délai de livraison plus court | Fournisseur uniquement | Droit d'utilisation |

## Histoire
Dans les années 1960 les constructeurs de matériel informatique tels IBM offraient également des services informatiques, notamment du développement de logiciels spécifiques. La production de logiciels standard n'existait pas. À la suite d'un procès pour monopolisation du marché, IBM se voit contraint à dissocier ses activités de construction de matériel, de logiciels systèmes et de logiciel applicatifs. Cette scission a permis l'apparition des éditeurs de logiciel standard.
L'industrie du logiciel est délocalisée depuis 1970; les principaux pays qui produisent off-shore des logiciels sont l'Inde, Israël et l'Irlande. La production de logiciels en Inde est principalement orientée autour des logiciels spécifiques, pour des clients du monde entier.
Quand sont apparus les premiers PC, en 1980, ceux-ci n'avaient pas une puissance de calcul suffisante pour répondre aux besoins des entreprises, et les logiciels spécifiques étaient développés sur des stations de travail et des ordinateurs centraux sur Unix. Les logiciels spécifiques ont commencé d'être développés sur les PC dans les années 1990, quand la puissance de calcul et l'offre en logiciels a commencé à correspondre aux besoins des petites entreprises.

## Économie
Les développeurs de logiciels spécifiques sont, avec les éditeurs de logiciels, les deux principaux types d'établissement de l'industrie du logiciel. Les premiers créent des logiciels spécifiques à la demande des clients, tandis que les seconds publient des logiciels standards en masse sur le marché et tirent profit des économies d'échelle.
Les producteurs de logiciels spécifiques sont autant des multinationales que des entreprises domestiques. Les multinationales de développement sont préférées par les grands comptes - banques, compagnies d'assurances, administrations  - qui appliquent d'ordinaire des procédures internationales. Les entreprises de taille moyennes privilégient davantage les fournisseurs domestiques, en raison des coûts moins élevé, d'une flexibilité et une communication facilitée: la proximité géographique entre le fournisseur et le client permet le contact direct, et facilite la communication, par la connaissance de la langue, la mentalité, la culture et les lois locales.
L'industrie du logiciel est en partie délocalisée. Les principaux pays qui produisent off-shore des logiciels sont l'Inde, Israël et l'Irlande. La production de logiciels en Inde est principalement orientée autour des logiciels spécifiques, pour des clients du monde entier.
En 1998 dans l'Union européenne, les parts de marché sont d'environ 45% pour les logiciels spécifiques et 55% pour les logiciels standard. Il s'agit d'estimations qui ne tiennent pas compte des logiciels spécifiques fait maison par les entreprises, pour lesquels les chiffres ne sont pas disponibles.
En 1993, le chiffre d'affaires du marché japonais du logiciel est estimé à 100 milliards de dollars et la moitié de la production est exportée. Pour des raisons culturelles, dans ce pays, 90 % des ventes domestiques de logiciels concernent des logiciels spécifiques. Le principal producteur local de logiciels spécifiques est NTT Data, et son chiffre d'affaires est similaire à celui de Nintendo, principal exportateur de logiciels standards - notamment de jeux vidéo.